# ボンベルタ百貨店
ボンベルタは、かつて千葉県成田市でイオングループが運営していた百貨店型ショッピングセンター。日本ショッピングセンター協会に加盟していた。

## 概要
ボンベルタとは、ボン（Bon）は良いという意味のフランス語、ベルタ（Belta）は美しいと言う意味のイタリア語を組み合わせた合成語である。
ジャスコ株式会社（現・イオン株式会社）は1970年代から伊勢甚グループからの営業譲渡や橘百貨店の再建などにより百貨店の運営に関わっていたが、1983年9月23日にジャスコグループ直系の百貨店の1号店として「ボンベルタ上尾」（埼玉県上尾市）を開業。従前からジャスコグループが運営に携わっていた百貨店店舗も順次「ボンベルタ」の屋号を掲げるようになった。
ダイエーの「プランタン」、イトーヨーカ堂の「ロビンソン百貨店」、西友の「西武店」（現・LIVIN）等と並ぶ、大手スーパーが運営する百貨店ブランドの一つであった。
しかし、店舗の閉鎖や業態転換、イオングループとの提携解消などにより、最終的にはボンベルタ成田（千葉県成田市）の1店舗のみとなっていた。
そのボンベルタ成田もイオンリテールが展開する都市型ショッピングセンター「そよら成田ニュータウン」へのリニューアルが決定した事に伴い、2024年2月29日を以て閉店した。これにより、「ボンベルタ」の屋号は消滅し、イオングループ全体としても百貨店事業を展開するブランドが消滅することになった。

## 運営会社
店舗によって運営会社は異なっており、以下の法人によって運営されていた。
- 株式会社ボンベルタ
  - 千葉県成田市で「ボンベルタ成田」を運営していたが、2024年2月末に閉店し、同年3月にイオンリテール株式会社に吸収合併され法人格も消滅。
- 株式会社ボンベルタ上尾
  - 埼玉県上尾市のアリコベールで「ボンベルタ上尾」を運営していたが、1992年8月に閉店。
- 株式会社ボンベルタ伊勢甚
  - 屋号は「ボンベルタ伊勢甚」。伊勢甚グループから営業譲渡され、茨城県の百貨店を3店舗（水戸店、日立店、勝田店）運営していたが、全店が閉店し、2006年5月に法人が解散。
- 株式会社橘百貨店
  - 宮崎県宮崎市の百貨店で、「ボンベルタ橘」を運営していた。かつては延岡市でも「ボンベルタ」の屋号で百貨店を運営していた。2007年11月にイオングループを離脱。

## 店舗
- ボンベルタ上尾（埼玉県上尾市、1983年9月23日開店 - 1992年8月閉店）
  - 「ボンベルタ」ブランドの1号店。アリコベールのデパート館の核店舗であった。
  - 店舗跡は丸広百貨店上尾店が入居している。
- ボンベルタ成田（千葉県成田市、1992年3月19日開店 - 2024年2月29日閉店）
  - 「ボンベルタ」として最後まで営業を続けた店舗であった。
  - 2024年7月19日にイオンリテール運営により「そよら成田ニュータウン」としてリニューアルした。
- ボンベルタ伊勢甚 水戸店（茨城県水戸市、1957年開店 - 2003年2月20日閉店）
  - 1724年に創業した呉服屋「伊勢屋」を起源とする店舗。1957年に改築・増床により百貨店店舗「伊勢甚」となる。1977年に伊勢甚グループからジャスコグループへ運営譲渡され、ジャスコの完全子会社として設立された「株式会社伊勢甚」（2代目法人・後の「ボンベルタ伊勢甚」）による運営となった。1989年2月21日に勝田店、日立店と共に屋号を「伊勢甚」から「ボンベルタ伊勢甚」に変更。
  - 店舗は解体され、向かい側で営業していた京成百貨店が新築移転している。
- ボンベルタ伊勢甚 勝田店（茨城県勝田市、1983年開店 - 2010年2月20日閉店）
  - 1994年にジャスコへ譲渡され、ジャスコ勝田店として総合スーパーへと業態転換したが、2010年2月20日に閉店した。
- ボンベルタ伊勢甚 日立店（茨城県日立市、1985年6月開店 - 2005年5月20日閉店）
  - 開業当初の「伊勢甚日立店」としては2代目店舗であり、開業直前まで同名の初代店舗が営業していた。
  - 店舗跡は改修され、2006年11月11日にさくらシティ日立として再開業されたが[8]、リーマンショックの影響により2008年10月15日に閉鎖され[9][10]、建物は解体された。跡地には同じイオングループのカスミが取得し、カスミ日立神峰店が2010年12月2日に新築開業した[11]。
- ボンベルタ橘（宮崎県宮崎市、1988年5月25日開店）
  - 元々は宮崎県を拠点とする橘グループの百貨店「橘百貨店本店」として営業していたが、1976年に経営再建のためジャスコと提携し、1977年4月27日に総合スーパー「橘ジャスコ」へと業態転換された[3]。その後、全面的な改築を経て、1988年5月25日に「ボンベルタ橘」として再開業し、再び百貨店業態となる[12]。
  - 2007年11月にイオングループとの提携を解消し、「ボンベルタ橘」の屋号のまま地元企業などによる出資により運営されていたが、2020年にパン・パシフィック・インターナショナルホールディングス（ドン・キホーテ）グループの傘下となり[13][14]、同年8月に施設名称を「宮崎ナナイロ」に改称する事を決定し[15]、11月にディスカウントストア「MEGAドン・キホーテ宮崎橘通店」を核店舗としてリニューアルオープン[16]。
- ボンベルタ延岡ニューシティー（宮崎県延岡市、1996年4月24日開店 - 1998年8月20日閉店）
  - 橘百貨店が延岡ニューシティーショッピングセンター（現・イオン延岡ショッピングセンター）の2階に準核テナントとして出店していたが、一貫して赤字であったことから2年余りで閉店となった。店舗面積は約4,500平方メートル、約40の専門店と橘百貨店による直営フロアで構成されていた[17]。

## マスコットキャラクター
- ボンタとベル（犬のキャラクター）